# Boyd Irwin
Boyd Irwin (12 de marzo de 1880 – 22 de enero de 1957) fue un actor cinematográfico inglés.
Nacido en Brighton, Inglaterra, actuó en 135 filmes rodados entre 1915 y 1948. Falleció en Los Ángeles, California.

## Selección de su filmografía
- The Fatal Sign (1920)
- A Lady in Love (1920)
- The Three Musketeers (1921)
- Around the World in Eighteen Days (1923)
- Enemies of Children (1923)
- El capitán Blood (1924)
- Grumpy (1930)
- Madam Satan (1930)
- Cardinal Richelieu (1935)
- Give Me Liberty (1936)
- Passage from Hong Kong (1941)
- El mayor y la menor (1942)
- El cisne negro (1942)